# Maurizio d'Assia
Maurizio, principe e langravio d'Assia (Moritz Friedrich Karl Emanuel Humbert Prinz und Landgraf von Hessen; Racconigi, 6 agosto 1926 – Francoforte sul Meno, 23 maggio 2013), è stato un principe tedesco, capo della Casa d'Assia e granduca titolare d'Assia e del Reno dal 1980 fino alla sua morte.

## Biografia

### Infanzia
Era il primogenito di Filippo, langravio d'Assia-Kassel e della principessa Mafalda di Savoia e nipote abiatico di Vittorio Emanuele III, re d'Italia. Il padre, governatore della provincia d'Assia, durante la seconda guerra mondiale, aderì al nazismo e fu ufficiale delle SA. 

### Seconda guerra mondiale
In quel periodo Maurizio visse a Roma con la madre e i fratelli, successivamente fu inviato a Kassel, in Germania, e arruolato a diciassette anni nella FlaK, la difesa contraerea della Wehrmacht. Dopo l'armistizio dell'8 settembre 1943 era quindi in Germania, non in Vaticano con i fratelli, pertanto non vide più la madre che fu deportata a Buchenwald, dove morì. Il padre fu invece internato a Flossenbürg.

### Dopoguerra
Nel dopoguerra preferì restare nella Repubblica Federale di Germania, a Kronberg im Taunus, a differenza dei fratelli Enrico e Ottone che vissero in Italia. Studiò agraria, gestendo le proprietà terriere di famiglia a Panker nello Schleswig-Holstein. Venne adottato nel 1960 dal prozio Luigi, granduca titolare d'Assia e del Reno, e, a seguito di patti familiari del 1902, ne ereditò i titoli alla morte del padre. 

### Matrimonio
Sposò il 1º giugno 1964 a Kronberg con rito civile la principessa Tatjana di Sayn-Wittgenstein-Berleburg. Divorziarono nel 1974.

### Capo della Casa d'Assia
Con la morte del padre naturale il 25 ottobre 1980, diventò il secondo Capo di tutta la dinastia di Assia riunificata, essendo stato il casato diviso in diverse linee fin dal 1567, e il pretendente al trono del Gran Ducato d'Assia e del Reno, abolito nel 1918.
Gli successe poi il figlio, Donato d'Assia.

### Morte
Maurizio d'Assia morì il 23 maggio 2013 a Francoforte sul Meno.

## Discendenza
Maurizio e Tatjana di Sayn-Wittgenstein-Berleburg hanno avuto quattro figli:
- principessa Mafalda d'Assia (Mafalda Margarethe Prinzessin von Hessen) (Kiel, 6 luglio 1965), sposò nel 1989 Enrico Marone Cinzano (senza figli). Sposò in seconde nozze nel 1991 Carlo Galdo e nel 2000, in terze nozze, Ferdinando Brachetti Peretti. Ebbe figli da entrambi gli ultimi due mariti:
  - Tatiana Galdo (1992)
  - Polissena Galdo (1993)
  - Cosmo Brachetti Peretti (2000)
  - Briano Brachetti Peretti (2002)
- principe Donato d'Assia (Heinrich Donatus Philipp Umberto Prinz und Landgraf von Hessen) (Kiel, 17 ottobre 1966), ha sposato la contessa Floria Franziska von Faber-Castell il 25 aprile 2003 in una cerimonia civile a Wiesbaden ed in una religiosa il 17 maggio 2003 in Kronberg im Taunus:
  - Paulina Elisabeth Adelheid Tatiana Suzanne Prinzessin von Hessen (Francoforte sul Meno, 26 marzo 2007 )
  - Moritz Ludwig Georg Wolf Prinz von Hessen (Francoforte sul Meno, 26 marzo 2007)
  - August Siegfried Hubertus Felix Prinz von Hessen (Francoforte sul Meno, 24 agosto 2012).
- principessa Elena d'Assia (Elena Elisabeth Madeleine Prinzessin von Hessen) (8 novembre 1967); ha una figlia con Massimo Caiazzo (5 settembre 1966):
  - Madeleine Caiazzo (29 novembre 1999)
- principe Filippo d'Assia (Philipp Robin Prinz von Hessen) (Kiel, 17 settembre 1970), ha sposato Laetitia Bechtolf il 5 maggio 2006 con rito civile e il 10 giugno 2006 con rito religioso:
  - principessa Elena Margherita Lotti Christiane Elizabeth Prinzessin von Hessen (5 dicembre 2006)
  - principe Tito Prinz von Hessen (24 agosto 2008)
  - principessa Mafalda Prinzessin von Hessen (5 settembre 2014)
  - principessa Valentina Prinzessin von Hessen (3 maggio 2021).

## Ascendenza
|                                    |                        |                                   | Genitori                            |  |  | Nonni |  |  | Bisnonni                          |  |  | Trisnonni                |  |
|                                    |                        |                                   |                                     |  |  |       |  |  | Federico Guglielmo d'Assia-Kassel |  |  | Guglielmo d'Assia-Kassel |  |
|                                    |                        |                                   |                                     |  |  |       |  |  | Federico Guglielmo d'Assia-Kassel |  |  | Guglielmo d'Assia-Kassel |  |
|                                    |                        | Luisa Carlotta di Danimarca       |                                     |  |  |       |  |  | Federico Guglielmo d'Assia-Kassel |  |  |                          |  |
| Federico Carlo d'Assia-Kassel      |                        |                                   |                                     |  |  |       |  |  | Federico Guglielmo d'Assia-Kassel |  |  |                          |  |
|                                    |                        | Anna di Prussia                   | Carlo di Prussia                    |  |  |       |  |  |                                   |  |  |                          |  |
|                                    |                        | Anna di Prussia                   | Carlo di Prussia                    |  |  |       |  |  |                                   |  |  |                          |  |
|                                    |                        | Anna di Prussia                   | Maria di Sassonia-Weimar-Eisenach   |  |  |       |  |  |                                   |  |  |                          |  |
| Filippo d'Assia                    |                        | Anna di Prussia                   |                                     |  |  |       |  |  |                                   |  |  |                          |  |
|                                    |                        | Federico III di Germania          | Guglielmo I di Germania             |  |  |       |  |  |                                   |  |  |                          |  |
|                                    |                        | Federico III di Germania          | Guglielmo I di Germania             |  |  |       |  |  |                                   |  |  |                          |  |
|                                    |                        | Federico III di Germania          | Augusta di Sassonia-Weimar-Eisenach |  |  |       |  |  |                                   |  |  |                          |  |
| Margherita di Prussia              |                        | Federico III di Germania          |                                     |  |  |       |  |  |                                   |  |  |                          |  |
|                                    |                        | Vittoria, principessa reale       | Alberto di Sassonia-Coburgo-Gotha   |  |  |       |  |  |                                   |  |  |                          |  |
|                                    |                        | Vittoria, principessa reale       | Alberto di Sassonia-Coburgo-Gotha   |  |  |       |  |  |                                   |  |  |                          |  |
|                                    |                        | Vittoria, principessa reale       | Vittoria del Regno Unito            |  |  |       |  |  |                                   |  |  |                          |  |
| Maurizio d'Assia                   |                        | Vittoria, principessa reale       |                                     |  |  |       |  |  |                                   |  |  |                          |  |
|                                    | Umberto I, re d'Italia | Vittorio Emanuele II, re d'Italia |                                     |  |  |       |  |  |                                   |  |  |                          |  |
|                                    | Umberto I, re d'Italia | Vittorio Emanuele II, re d'Italia |                                     |  |  |       |  |  |                                   |  |  |                          |  |
|                                    | Umberto I, re d'Italia | Maria Adelaide d'Asburgo-Lorena   |                                     |  |  |       |  |  |                                   |  |  |                          |  |
| Vittorio Emanuele III, re d'Italia | Umberto I, re d'Italia |                                   |                                     |  |  |       |  |  |                                   |  |  |                          |  |
|                                    |                        | Margherita di Genova              | Ferdinando di Savoia-Genova         |  |  |       |  |  |                                   |  |  |                          |  |
|                                    |                        | Margherita di Genova              | Ferdinando di Savoia-Genova         |  |  |       |  |  |                                   |  |  |                          |  |
|                                    |                        | Margherita di Genova              | Elisabetta di Sassonia              |  |  |       |  |  |                                   |  |  |                          |  |
| Mafalda di Savoia                  |                        | Margherita di Genova              |                                     |  |  |       |  |  |                                   |  |  |                          |  |
|                                    |                        | Nicola I del Montenegro           | Mirko del Montenegro                |  |  |       |  |  |                                   |  |  |                          |  |
|                                    |                        | Nicola I del Montenegro           | Mirko del Montenegro                |  |  |       |  |  |                                   |  |  |                          |  |
|                                    |                        | Nicola I del Montenegro           | Anastasia Martinovic                |  |  |       |  |  |                                   |  |  |                          |  |
| Elena del Montenegro               |                        | Nicola I del Montenegro           |                                     |  |  |       |  |  |                                   |  |  |                          |  |
|                                    |                        | Milena del Montenegro             | Pietro Vukotic                      |  |  |       |  |  |                                   |  |  |                          |  |
|                                    |                        | Milena del Montenegro             | Pietro Vukotic                      |  |  |       |  |  |                                   |  |  |                          |  |
|                                    |                        | Milena del Montenegro             | Elena Vervodić                      |  |  |       |  |  |                                   |  |  |                          |  |
|                                    |                        | Milena del Montenegro             |                                     |  |  |       |  |  |                                   |  |  |                          |  |